# Igelsee (Wandlitz)
Der Igelsee liegt im Gemeindegebiet Wandlitz. Er ist ein Teil des Biesenthal-Wandlitz-Prendener Seengebietes, das etwa 30 große und kleinere Seen umfasst. Bekannt wurde der See durch eine an seinem Ufer in den 1920er Jahren geplante Moorbadeanstalt.

## Name
Die erste Erwähnung fand im Jahr 1591 statt (Egell See). Der Name leitet sich von Egel ab.

## Geographie und Lage

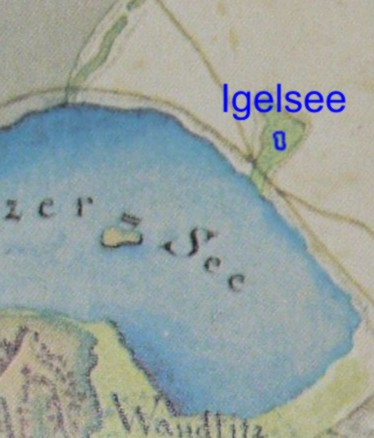
Igelsee auf einer Karte des Jahres 1774, blau umrandet

Der Grundmoränensee, ein Relikt der Weichseleiszeit, hat sich zusammen mit dem Wandlitzer See und dem Stolzenhagener See gebildet. Nach Auswertung von Luftaufnahmen und dem Studium alter Flurkarten war er in vorherigen Jahrhunderten sehr wahrscheinlich größer, geschätzt etwa 300 Meter mal 150 Meter. Heute ist seine Wasserfläche zurückgegangen auf rund 70 mal 75 Meter. Seine Verlandung schreitet stetig fort, so dass er nunmehr eigentlich eher eine Grundwasseransammlung für das Sumpfgebiet in der Heger Heide zwischen den beiden Seen ist.
Nicht direkt am See, aber in geringer Entfernung seiner Ufer verlaufen südlich die Thälmannstraße, östlich die Straße Am Moorbad, westlich der Seebadkorso und nördlich die Fontaneallee.

## Uferbereiche und Umgebung
Am Seeufer finden sich Baumgemeinschaften von Kiefern, Buchen und Erlen sowie Binsen, Schilf und Rohrkolben. Dieser relativ undurchdringliche Bewuchs bildet die Lebensgrundlage für Insekten, Schmetterlinge und Singvögel sowie Wasservögel und Amphibien.

## Geschichte
Das frühere Dorf Wandlitz entwickelte sich aufgrund der neu eröffneten Eisenbahnlinie Groß-Schönebeck–Berlin-Wilhelmsruh („Heidekrautbahn“) im beginnenden 20. Jahrhundert zu einem beliebten Ausflugsgebiet der Berliner. Geplant war die Umgestaltung in einen Kurort. Dafür sollte am Ufer des kleinen Sees ein Moorbad entstehen. Diese Entwicklung schlug sich in dem damals vergebenen Straßennamen Am Moorbad nieder, der erhalten geblieben ist. Die im Barnim-Archiv erfassten Bauakten weisen den Namen des Sees 1914 und im Zusammenhang mit dem Verein Illvera im Jahr 1923 aus.
Im Jahr 1929 suchte eine Terraingesellschaft mit Sitz im damaligen Jagdschloss „Illvera“ am Seebadkorso am Wandlitzer See (Treuhand Ankaufs GmbH) Käufer für Bauland rund um den Igelsee. Mit dem Kauf sollten die Erwerber auch ein Stückchen des Wandlitzer Sees zur freien Nutzung erhalten. (Hier in einer nordöstlichen Bucht hatte die Immobilienfirma eine Badeanstalt mit zwei vierzig Meter langen Stegen und einem Bootsverleih angelegt.)
Es fanden sich daraufhin einige Käufer, die jedoch nicht unmittelbar am Igelsee bauen konnten. Der See und seine Uferstreifen blieben von jeglicher Bebauung frei, das geplante Moorbad kam auch nicht zustande. Das Gelände wurde bald der Natur überlassen und der See verschwand fast vollständig aus dem Bewusstsein der Wandlitzer. Heute ist der Igelsee stark verlandet und besitzt auch keinen erkennbaren öffentlichen Zugang mehr.